# Престон (Ајдахо)
Престон (енгл. Preston) град је у америчкој савезној држави Ајдахо.

## Демографија
По попису из 2010. године број становника је 5.204, што је 522 (11,1%) становника више него 2000. године.
| Група             | 2000.         | 2010.         |
| Белци             | 4.390 (93,8%) | 4.717 (90,6%) |
| Афроамериканци    | 4 (0,1%)      | 11 (0,2%)     |
| Азијати           | 6 (0,1%)      | 11 (0,2%)     |
| Хиспаноамериканци | 236 (5,0%)    | 391 (7,5%)    |
| Укупно            | 4.682         | 5.204         |